# Chris Chandler
Christopher Mark Chandler (* 12. Oktober 1965 in Everett, Washington) ist ein ehemaliger US-amerikanischer American-Football-Spieler auf der Position des Quarterbacks. 1998 lief er mit den Atlanta Falcons im Super Bowl XXXIII auf.

## Frühe Jahre
Chandler ging in seiner Geburtsstadt auf die Highschool. Später besuchte er die University of Washington.

## NFL

### Indianapolis Colts
Im NFL Draft 1988 wurde Chandler in der dritten Runde an 76. Stelle von den Indianapolis Colts ausgewählt. In seinen zwei Jahren bei den Colts absolvierte er 18 Spiele, bei denen er zehn Touchdowns und 15 Interceptions warf. Die Colts tradeten ihn zu den Tampa Bay Buccaneers.

### Tampa Bay Buccaneers
Während seiner zweiten Saison bei den Buccaneers wurde Chandler entlassen (5 Touchdowns – 14 Interceptions).

### Phoenix Cardinals
Noch während der laufenden Saison 1991 nahmen die Phoenix Cardinals Chandler unter Vertrag. 1992 erzielte er bis dato seine mit Abstand beste Saison. Er warf 15 Touchdowns und 15 Interceptions. Insgesamt warf er für 2.832 Yards.

### Los Angeles Rams
Zur Saison 1994 lief Chandler für die Los Angeles Rams auf.

### Houston Oilers
Nach nur einem Jahr bei den Rams schloss er sich den Houston Oilers an.

### Atlanta Falcons
Zur Saison 1997 wechselte Chandler zu den Atlanta Falcons. Mit den Falcons absolvierte er die besten Jahre in seiner Karriere. Er wurde zwei Mal in den Pro Bowl gewählt (1997 und 1998). 1998 führte die Falcons zum Super Bowl XXXIII, welcher jedoch mit 34:19 gegen die Denver Broncos verloren ging. Nach dem Super Bowl unterzeichnete Chandler einen Fünf-Jahres-Vertrag über 27 Millionen Dollar bei den Falcons.

### Chicago Bears
Im NFL-Draft 2001 verpflichteten die Falcons Michael Vick als neuen Quarterback, weswegen sich Chandler zur 2002 entlassen wurde und sich den Chicago Bears anschloss. Nach zwei Jahren wurde sein Vertrag vorzeitig beendet.

### St. Louis Rams
2004 absolvierte er noch eine Spielzeit bei den St. Louis Rams, noch während der Saison wurde Chandler trotz eines Drei-Jahres-Vertrags entlassen und er beendete seine Profikarriere.

## Persönliches
Chandler ist geschieden und hat drei Töchter.